# Werner Spring
Werner Spring (27 de marzo de 1917) es un deportista suizo que compitió en bobsleigh en las modalidades doble y cuádruple. Ganó dos medallas de bronce en el Campeonato Mundial de Bobsleigh, en los años 1949 y 1951.

## Palmarés internacional
| Campeonato Mundial | Campeonato Mundial           | Campeonato Mundial | Campeonato Mundial |
| Año                | Lugar                        | Medalla            | Prueba             |
| ------------------ | ---------------------------- | ------------------ | ------------------ |
| 1949               | Lake Placid (Estados Unidos) | Medalla de bronce  | Cuádruple          |
| 1951               | Alpe d'Huez (Francia)        | Medalla de bronce  | Doble              |